# Honda FCX Clarity
El Honda FCX Clarity es un vehículo impulsado con pila de combustible de hidrógeno fabricado por la firma japonesa Honda, que empezó a desarrollarlo en los años 80 siguiendo el ideal del vehículo de cero emisiones. A día de hoy (febrero de 2020), Honda y Toyota son las únicas firmas que han obtenido la homologación para comercializar sus vehículos impulsados por este sistema en Japón y Estados Unidos. El FCX Clarity empezó a comercializarse en Estados Unidos en julio de 2008 y en Japón en noviembre del mismo año. De momento, la compañía no ha anunciado  planes de comercializarlo en Europa, aunque sí se sabe que en el centro de I+D de Honda en Alemania ya trabajan con el FCX Clarity.
En el discurso estratégico de Honda, el reto de desarrollar el FCX Clarity se ha convertido en un símbolo del futuro por el que la compañía ha apostado: la Economía del Hidrógeno. La compañía ha reiterado en numerosas ocasiones que considera la pila de combustible como la tecnología del futuro inmediato, que sustituirá los sistemas híbridos que actualmente produce. Al generar la energía que lo impulsa a partir de una pila de combustible de hidrógeno, lo único que emite el FCX Clarity al ambiente es vapor de agua. 
En septiembre de 2009, diferentes compañías (Honda, Daimler AG, Ford Motor Company, General Motors Corporation/Opel, Hyundai Motor Company, Kia Motors Corporation, la alianza Renault SA y Nissan Motor Corporation y Toyota Motor Corporation), firmaron un acuerdo para homogeneizar el desarrollo y la introducción al mercado de vehículos eléctricos impulsados con pila de combustible, lo que se consideró un gran paso hacia la producción en serie de vehículos de emisión cero. En el acuerdo, las compañías anticipaban que a partir del año 2015 una cantidad significativa de vehículos eléctricos con pila de combustible podrían ser comercializados.

## Características técnicas
El Honda FCX Clarity tiene unas prestaciones prácticamente comparables a las de los vehículos convencionales. Mediante la utilización de la pila Honda V Flow, en combinación con una batería de iones de litio y un depósito de hidrógeno, que impulsa el motor eléctrico del vehículo, puede alcanzar los 160 km/h y tiene una autonomía de 460 kilómetros. La electricidad que carga la batería e impulsa el vehículo proviene de la reacción química que se produce en la pila de combustible entre el combustible, hidrógeno, y el oxígeno de la atmósfera, cuyo resultado es únicamente vapor de agua. Los excedentes de energía procedente de la pila y de la energía cinética, que se obtiene del frenado y de la desaceleración, se almacena en la batería, y se utiliza para complementar la potencia de la pila de combustible cuando es necesario. 
El Honda FCX Clarity representa una importante mejora en eficiencia energética, ya que aprovecha el 60% de la energía generada a partir del combustible, frente al 30% de los híbridos y el 19% de los vehículos de gasolina. El FCX Clarity ofrece una mejora del 20% en economía de combustible (2-3 veces el consumo de combustible de un vehículo de gasolina, y una 1,5 veces el de un vehículo híbrido de tamaño y rendimiento similar). Además, con este vehículo Honda ha superado retos tan complejos como conseguir que el sistema de pila de combustible de hidrógeno funcione a temperaturas por debajo de los –30 °C.
Desde hace más de 30 años, Honda ha estado trabajando para reducir el impacto medioambiental de los automóviles. Los logros de Honda en este campo incluyen la primera certificación para un vehículo de pila de combustible de la Environmental Protection Agency (EPA)en 2003  y de la California Air Resources Board (CARB) en Estados Unidos (2002); el primer leasing de un vehículo de pila de combustible (2002); y el primer y único en ser entregado a un cliente particular (2005, 2007).